# عبدالله پادوسپانی
عبدالله ششمین اسپهبد دودمان پادوسپانیان بود که میان سال‌های ۲۰۷ تا ۲۵۰ هجری بر رویان حکومت داشت. دوران او مقارن با آغاز گرایش مردم رویان به دین اسلام بوده‌است.
در این دوره با توجه به ستم‌هایی که عاملین خلافت به مردم محلی روا می‌داشتند، عبدالله نزد سادات علوی که در رویان پناهنده بودند، رفته و از او خواست رهبری قیامی علیه خلافت را برعهده گیرد. نهایتاً حسن بن زید، معروف به داعی کبیر، رهبری این شورش را پذیرفت. داعی عازم رویان شد و در سعیدآباد با بزرگان رویان و کجور بیعت کرد و کسانی را برای اخذ بیعت به چالوس و نیروس فرستاد. نهایتاً در ۲۵ رمضان ۲۵۰ هجری نماز جماعت برگزار کرده و بر منبر رفت. از پامنبریان او محمد علوی و بردارزادهٔ عبدالله، به نام «محمد خیان پور رستم پور وندا امید» بودند.
بدین ترتیب حکومت علویان طبرستان تشکیل شد و علویان پیرو زیدیه بر سراسر طبرستان دست یافتند. عبدالله نیز پس از بیعت با داعی، در سال ۲۵۰ هجری درگذشت و آفریدون جانشینش شد.